# Ignaz Friedrich Tausch
Ignaz Friedrich Tausch (1793 - 8 de septiembre de 1848) fue un pteridólogo austriaco.
Enseñó botánica en Praga, y fue director del Jardín botánico del duque Canal de Malabaillas.

## Algunas publicaciones
- 1823—1825. Hortus canalius. Praga: T. Haase

- 1828. Bemerkungen über einige Arten der Gattung Paeonia." , Flora, Regensburg, 11, (6), 81-89.[1]

- 1831. Flora de Bohemia.[2]  von Pflanzen der böhmischen Flora, herausgab u. Hortus Canalius, Praga.

## Honores

### Eponimia
Géneros
- (Apiaceae) Tauschia Schltdl.[3]

- (Ericaceae) Tauschia Preissler[4]

Especies
- (Aceraceae) Acer tauschianum Opiz[5]

- (Asteraceae) Hieracium tauschii E.H.L.Krause[6]

- (Betulaceae) Betula tauschii Koidz.[7]

- (Boraginaceae) Anchusa tauschii Gușul.[8]

- (Caryophyllaceae) Cerastium tauschianum Wolfner[9]

- (Chenopodiaceae) Atriplex tauschii D.Dietr.[10]

- (Dryopteridaceae) Dryopteris × tauschii (Čelak.) Domin[11]

- (Lamiaceae) Mentha tauschii Braun[12]

- (Onagraceae) Epilobium tauschii Knaf ex Hausskn.[13]

- (Poaceae) Festuca tauschii Steud.[14]

- (Poaceae) Patropyrum tauschii (Coss.) Á.Löve[15]

- (Ranunculaceae) Aconitum tauschianum Steud.[16]

- (Rosaceae) Potentilla tauschiana Domin & Podp.[17]

- (Salicaceae) Salix tauschiana Sieber[18]

- (Solanaceae) Solanum tauschii Opiz[19]

- La abreviatura «Tausch» se emplea para indicar a Ignaz Friedrich Tausch como autoridad en la descripción y clasificación científica de los vegetales.[20]